# Verbesina acapulcensis
Verbesina acapulcensis là một loài thực vật có hoa trong họ Cúc. Loài này được B.L.Rob. & Greenm. miêu tả khoa học đầu tiên năm 1899.